# Vidzemské vrchy
Vidzemské vrchy (lotyšsky Vidzemes augstiene) je nejvyšší lotyšské pohoří. Nachází se ve středním Lotyšsku, v okolí měst Cesvaine, Jaunpiebalga, Madona a Vecpiebalga. Skládá se z několika horských oblastí (Mežole, Piebalgas, kopeček Vestienas a kopce Aumeisteri), které se nachází mezi údolími (Augšgaujas a Augšogres pazeminājums).

## Geografie
Vidzemské vrchy mají poměrně vysoko položené skalní podloží, průměrně 80 metrů, ale na některých místech i 120-170 metrů.
Vidzemské vrchy mají několik významných vrcholů:

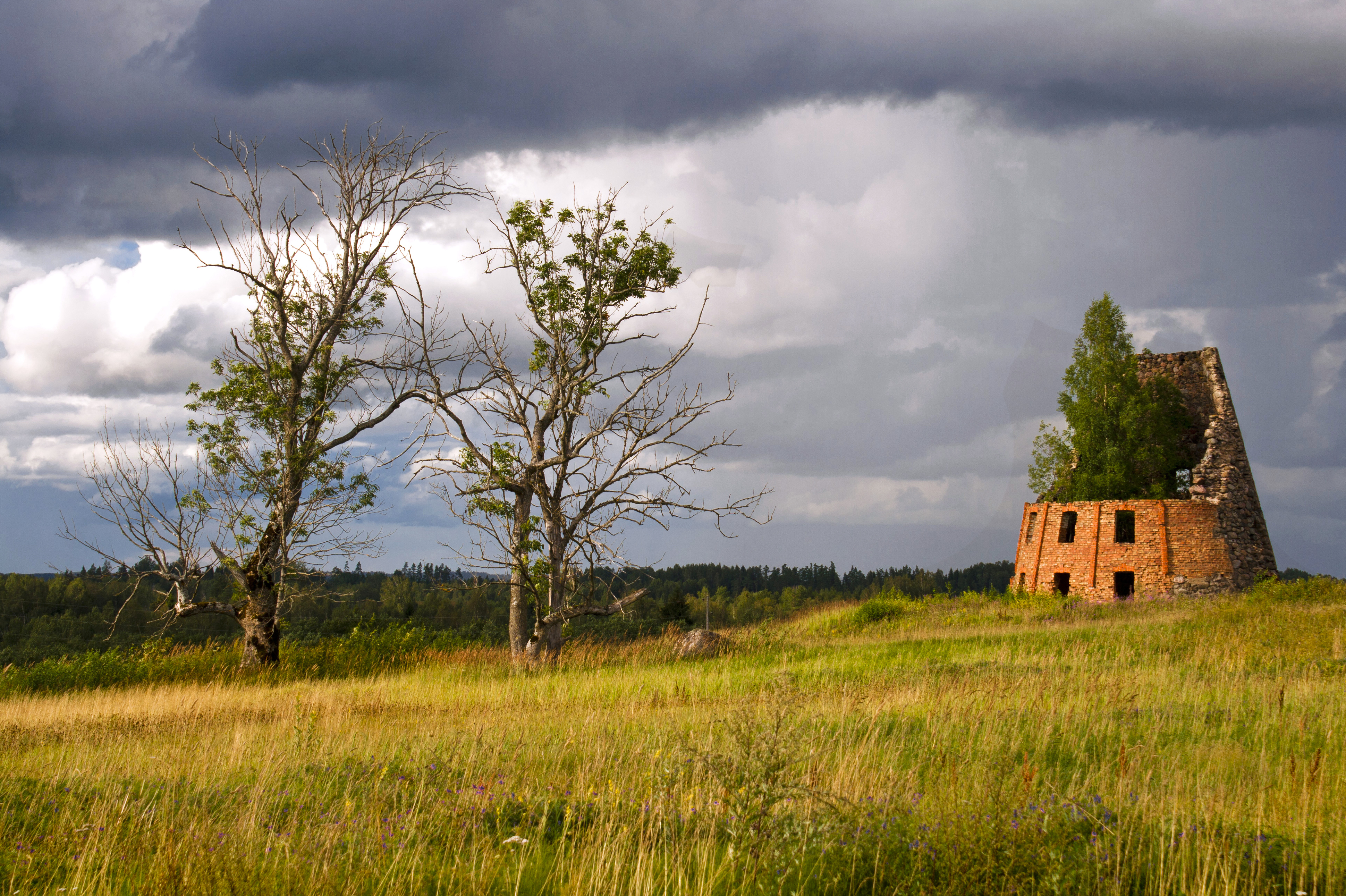
Větrný mlýn na kopci Bākūžu kalns

- Gaiziņkalns (311,5 metrů), nejvyšší hora Lotyšska a druhá nejvyšší hora pobaltských států (první je Suur Munamägi v Estonsku).
- Sirdskalns (296,8 metrů)
- Nesaules kalns (284 metrů)
- Klētskalns (269 metrů)
- Bākūžu kalns (272 metrů)
- Elkas kalns (261 metrů)
- Brežģa kalns (255 metrů)

Hlavní hřebeny Vidzemských vrchů se nazývají Aumeisteru a Bog. Údolí Augšgaujas a Augšogres na sobě mají vrstvu sedimentu tlustou 70-100 metrů. Jinak se terén, kromě hor, skládá z menších kopečků zvaných kēmi, kterou jsou odděleny bažinnými údolími. Na vrchovině je několik měst a osad, které se nacházejí na stráních Vidzemských vrchů (například Madona, Cesvaine, Ērgļi, Smiltene a Ligatne.).

## Podnebí
Vidzemské vrchy se vyznačují poměrně nízkou teplotou v lednu (−6 °C) a v červenci (16,5 °C), dále vysokými srážkami (750 milimetrů ročně) a v zimě zde napadne silná sněhová pokrývka (průměrně vysoká 40 centimetrů, na východním hřebenu 50 centimetrů, tedy o 20 centimetrů více než u blízkých nížin). V nejvyšších oblastech Vidzemských vrchů taje sníh o měsíc později, než v lotyšských nížinách. Roční odtok je 380 milimetrů, tedy nejvíce v celém Lotyšsku. Kvůli zvýšené vlhkosti je eroze ve Vidzemských vrších častým jevem.

## Charakter Vidzemských vrchů
Vidzemské vrchy jsou rozděleny mezi povodí Daugavy a Gaujy. Je zde mnoho jezer, největší z nich jsou  Alauksts a Inesis. Hlavně blízko hory Gaiziņkalns jsou jezera téměř bez pobřeží, jedná se například o jezera Kālezers a Viešūrs. Zdejší krajina je velmi rozmanitá. Na stráních Lēzenākajās je orná půda a louka. Jinak jsou kopce pokryty lesy, hlavně smrkovými, březovými nebo olšovými. V údolích jsou bažiny, nebo vlhké louky.
Jezdí sem mnoho turistů, v zimě je zde provozováno lyžování. Těží se zde štěrk a písek.